# Рожко Олександр Дмитрович
Рожко Олександр Дмитрович (нар. 30 травня 1981, м. Полоцьк Вітебська область) — проректор з науково-педагогічної роботи (перспективний розвиток), професор кафедри фінансів Київського національного університету ім. Шевченка, доктор економічних наук, член редколегії наукових фахових журналів Eurasian Academic Research Journal, «Фінансові послуги».

## Біографія

### Освіта
2004 року закінчив КНУ ім. Шевченка за спеціальністю «Фінанси», 2006 року закінчив аспірантуру («фінанси, грошовий обіг і кредит»). З 2007 року кандидат економічних наук за спеціальністю «фінанси, грошовий обіг і кредит».
2011 року отримав другу вищу освіту («Правознавство»).
З 2017 року доктор економічних наук за спеціальністю «гроші, фінанси і кредит»[джерело?].

### Трудова діяльність
2006 — асистент кафедри фінансів, грошового обігу та кредиту економічного факультету КНУ ім. Шевченка.
2008 — доцент кафедри фінансів, грошового обігу та кредиту економічного факультету КНУ
2010 — заступник директора Інституту післядипломної освіти з навчальної роботи, доцент кафедри фінансів (за сумісництвом).
2015 — директор Інституту післядипломної освіти, професор кафедри фінансів.
З 2018 — проректор з науково-педагогічної роботи (перспективний розвиток).

### Громадська діяльність
- Голова журі секції «Фінанси, грошовий обіг і кредит» МАН України (2011-2018)[джерело?].
- Залучається Міністерством освіти і науки України експертом з ліцензування та акредитації[джерело?].
- Є членом редколегії наукових фахових журналів Eurasian Academic Research Journal, «Фінансові послуги».

## Нагороди та відзнаки
- Стипендіат Кабінету Міністрів України (2006–2007 рр.);
- Грант Президента України для молодих учених (2009-2010 рр.);[2]
- Переможець V конкурсу наукових робіт молодих вчених ім. Туган-Барановського (2011 р.);
- Орден Св. Димитрія (2011 р.);
- Грамота Міністерства освіти і науки України (2011 р.);
- Подяка Міністерства освіти і науки України, НАН України, НЦ «МАН України» (2013 р.);
- Подяка Ректора Університету за участь у роботі Приймальної комісії (2014 р.);
- Почесна грамота НЦ «Мала академія наук України» (2014 р.);
- Грамота КНУ імені Тараса Шевченка за успіхи у навчальній, науковій і виховній роботі (2014 р.);
- Заслужений економіст України (2016 р.);
- Почесна Грамота МОН України (2018 р.);
- Орден «За заслуги»  ІІІ ступеня[3].

## Монографії
- Державні фінанси України: детермінанти та пріоритети розвитку [монографія] / О. Д. Рожко. — Київ: Видавництво Ліра-К, 2016. — 360 с.
- Фінансова система України: взаємодія корпоративного та державного секторів [колективна монографія] / Т. І. Єфименко, І. О. Лютий, С. С. Гасанов та ін. — К.: ДННУ «Акад. фін. управління», — 244 с.
- Національні фінансові системи в умовах глобалізації: Монографія / І. О. Лютий, А. Ф. Павленко та ін. / За заг. ред. проф. Лютого І. О. — м. Івано-Франківськ: Галицька Академія, 2008. — 308 с.